# Narses Nersiani
Narses Nersiani (en georgià : ნერსე ნერსიანი) fou un noble georgià del segle viii. Era un descendent de Narses, un dels grans nobles del rei Vakhtang I Cap de Llop d'Ibèria. Era part de la família dels nersiànides, o Nersiani, que va regnar sobre una part de la Ibérie interior, l'Alt Kartli (Xida Kartli). Se saben molt poques coses d'ell doncs les fonts de l'època són escasses. Tanmateix, Juanxer Juanxeriani, historiador georgià de l'alta edat mitjana, menciona una aliança familiar entre la família reial d'Ibèria i aquest Narses Nersiani. Es va casar amb la tercera filla del rei Mirian de Kakhètia de la qual va tenir almenys un fill, Adarnases, que fou Príncep-Primat d'Ibèria com Adarnases III d'Ibèria.